# Франко Рамос
Франко Гастон Рамос Минго (на испански: Franco Gastón Ramos Mingo) е аржентински футболист, който играе на поста централен защитник. Състезател на Берое.

## Кариера
Рамос е бивш играч на втория отбор на Торонто , Сан Фернандо КД, Лас Росас, Марбея и Леванте Б.
На 7 юли 2023 г. Франко подписва със старозагорския Берое. Дебютира на 24 юли при победата с 1:0 като домакин на Арда.